# Gibilterra nella seconda guerra mondiale

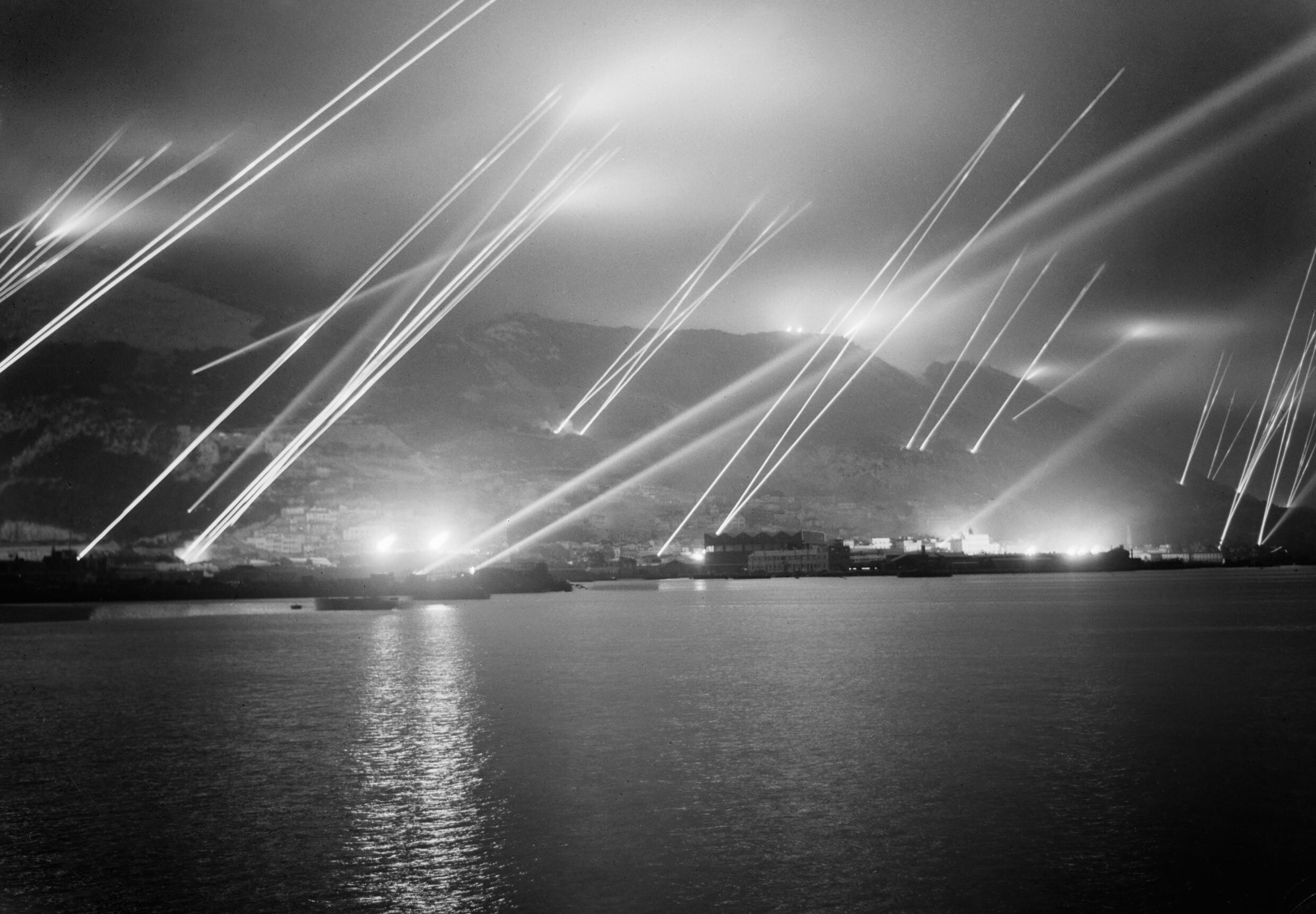
Proiettori da ricerca perlustrano il cielo notturno durante un'esercitazione antiaerea, 20 novembre 1942.

Gibilterra durante il secondo conflitto mondiale fu molto importante per gli equilibri politici e bellici. Per il Regno Unito, sin dai primi anni del XVIII secolo, ha costituito un avamposto nell'Europa continentale e allo stesso tempo come bastione della potenza marittima della Royal Navy. Nella seconda guerra mondiale infatti Gibilterra ricoprì un ruolo vitale sia per la battaglia dell'Atlantico che per quella del Mediterraneo, controllando virtualmente tutto il traffico navale in entrata e in uscita dal Mar Mediterraneo.
In aggiunta alla sua ottima posizione, Gibilterra offrì un capiente e difeso porto dove le navi potevano trovare riparo. La Forza H, sotto il comando del viceammiraglio James Fownes Somerville, era basata a Gibilterra e aveva il compito di mantenere la superiorità navale e scortare i convogli diretti a Malta. Nel corso della guerra, Gibilterra fu oggetto di bombardamenti aerei da parte della Francia di Vichy e della Regia Aeronautica italiana; la Regia Marina poi condusse alcune operazioni di sabotaggio per merito dei sommozzatori della Xª Flottiglia MAS e dei loro SLC. Altri attacchi vennero organizzati da agenti spagnoli reclutati dall'Abwehr.
All'interno della rocca di Gibilterra vennero scavati da due compagnie di genieri canadesi, le sole equipaggiate con punte al diamante, e cinque di genieri britannici, circa 48 chilometri di tunnel allo scopo di edificare una città nella roccia dove ospitare uffici, caserme e un ospedale al riparo dei bombardamenti. L'operazione Torch, l'invasione Alleata dei territori francesi in Africa settentrionale iniziata nel novembre 1942, venne coordinata proprio dalla rocca dal generale Dwight D. Eisenhower. Dopo il successo Alleato nella campagna del Nordafrica e la resa dell'Italia nel 1943, Gibilterra venne declassata a normale base di smistamento di rifornimenti situata nelle retrovie.

## Le fortificazioni
La piccola penisola di Gibilterra, unita alla penisola iberica da una sottile striscia di sabbia, è un promontorio stretto ed allungato dominato da una rocca alta 426 metri con un versante orientale assai ripido e rocciosa e con un versante occidentale meno scosceso sulla cui base si trova il centro urbano.
Con il crescere della potenza tedesca, all'inizio del XX secolo questo piccolo possedimento britannico a guardia dello stretto che mette in comunicazione il Mediterraneo con l'Atlantico, fu soggetto ad una serie di interventi edilizi che accrebbero le difese militari del promontorio.
Tra il 1932 e il 1936 sulla striscia di terra dove prima era presente un ippodromo, venne costruito un piccolo aeroporto, ma con lo scoppio della guerra e l'apertura del fronte nordafricano la necessità di un ampliamento della pista divenne di grande importanza. Così la pista venne allungata a 1600 m mediante un terrapieno artificiale creato grazie all'utilizzo dei materiali di scavo provenienti dalla costruzione di una lunga serie di tunnel sotterranei all'interno della Rocca.
Le difese della Rocca vennero ampliate con l'aggiunta di numerose batterie fisse che contavano più di due dozzine di pezzi, i più grandi erano di calibro 9.2 pollici in sei installazioni singole e una doppia, mentre le batterie contraeree erano per lo più armate con pezzi da 3.7 pollici (94 mm) in posizione fissa e mobile, e dotate di proiettori per la difesa notturna. Un reggimento di artiglieria mobile poi disponeva di tre pezzi da 6 libbre, uno da 17 libbre, nove da 25 libbre, cinque da 75 mm, otto da 4 pollici di tipo navale, dieci obici da 4.5 pollici, sette da 6 pollici (152 mm) e 2 obici da 9.2 pollici, ossia 230 mm.
Ma il sistema difensivo più caratteristico di Gibilterra era rappresentato dal sistema di gallerie e strutture sotterranee. Già durante l'assedio del 1782 fu scavata una prima galleria lunga 183 metri dotata di sette cannoni, quindi fra il 1788 e il 1797 il sistema difensivo fu ampliato con una serie di tunnel detti Middle and Lowers Galleries. Ma durante la seconda guerra mondiale la lunghezza dei tunnel raggiunse i 48 chilometri, e furono adibiti a magazzini, ricoveri, rifugi antiaerei e postazioni comando.

## Avvenimenti principali

### Gli attacchi della Francia di Vichy
Il 4 luglio 1940, dopo la distruzione della flotta francese a Mers-el-Kébir organizzata dalla Royal Navy, il governo di Vichy autorizzò in risposta un bombardamento su Gibilterra, ma i danni arrecati furono minori perché parteciparono solo sei aerei.
Il 24 settembre l'agenzia di stampa italiana Stefani scrisse: "in rappresaglia al bombardamento di Dakar condotto ieri mattina, 120 aerei francesi sono decollati dal Marocco per colpire Gibilterra"; lo stesso giorno la statunitense United Press International riportò che "il governo francese ha smentito ogni possibile teoria circa l'attacco di aerei francesi a Gibilterra". Secondo l'agenzia di stampa statunitense comunque un attacco francese sarebbe stato imminente. Difatti lo stesso giorno il governo di Pétain diramò un ordine per colpire la città e la base navale del piccolo possedimento britannico, raggiunta da un totale di 64 aerei decollati dall'Algeria e dal Marocco che arrecarono gravi danni a sud della fortezza provocando anche incendi nel settore nord.
Il 25 settembre i francesi tornarono, per l'ultima volta nel corso della guerra, con 83 bombardieri per colpire nuovamente le installazioni portuali. La RAF non si fece viva neanche stavolta ma in compenso fu attiva la contraerea che danneggiò 13 aerei e abbatté un Lioré et Olivier LeO 45 (numeri comprensivi dell'attacco del 24 settembre). Andò affondato il peschereccio armato Stella Sirius.

### I bombardamenti italiani
Predisposti al bombardamento di Gibilterra furono, tra il luglio 1940 e il giugno 1942, i Savoia Marchetti S.M.82, dotati anche di motobomba FFF, incrocio tra bomba paracadutata e siluro elettrico che, aviolanciato nelle acque del porto, seguiva una traiettoria preimpostata di 15-30 minuti su un percorso a spirale crescente a circa 15-20 km/h. Quando incontrava un bersaglio sulla propria rotta, una spoletta ad impatto ne attivava la testata bellica.
Successivamente il compito fu assunto dai Piaggio P.108, primi bombardieri strategici italiani che, per le teoriche caratteristiche tecniche, si potevavo paragonare ai migliori tra gli equivalenti prodotti dagli Alleati, anche se all'atto pratico risultarono loro inferiori e più carenti specie dal punto di vista dell'autonomia.
La prima azione di bombardamento dei Piaggio P.108 fu proprio contro Gibilterra, il 28 giugno 1942, con partenza dall'aviosuperficie di Decimomannu. La 274ª Squadriglia di Bombardamento a Grande Raggio era stata costituita il 1º giugno 1941 su quattro quadrimotori P.108. L'attività operativa iniziò solo un anno dopo, dopo una prima uscita di pattugliamento nel Mediterraneo, il 9 giugno. Nella prima missione partirono un totale di cinque P.108 (matricole M.M.22001, M.M.22004, M.M.22005, M.M.22007, M.M.220604) per Gibilterra, tutti il 28 giugno 1942: l'M.M.22004 tornò indietro per problemi al motore, i velivoli restanti riuscirono a effettuare l'azione di bombardamento con circa otto tonnellate complessive di bombe, ma solo l'M.M.220604 riuscì a tornare a Decimomannu senza inconvenienti. I restanti tre velivoli, per problemi di autonomia, furono costretti ad atterraggi d'emergenza; l'M.M.22001 rimase danneggiato in un atterraggio d'emergenza sul litorale di Valencia, l'M.M.22005 atterrò senza problemi a Los Alcázares dove rimase internato per tutta la guerra, l'M.M.22007 atterrò a Palma di Maiorca e riuscì a rifornirsi e ripartire per l'Italia, grazie alla collaborazione delle autorità locali.
Ulteriori attacchi su Gibilterra verranno condotti fino al 1943 dalla Regia Aeronautica e nel 1944 dall'Aeronautica Repubblicana.
Di seguito la cronologia degli attacchi italiani contro Gibilterra:
| Data                          | Reparto                                                                        | Velivoli     |
| Notte tra 17 e 18 luglio 1940 | Regia Aeronautica - Reparto sperimentale                                       | 3 S.M.82     |
| Notte tra 25 e 26 luglio 1940 | Regia Aeronautica - Reparto sperimentale                                       | 3 S.M.82     |
| Notte tra 20 e 21 agosto 1940 | Regia Aeronautica - Reparto sperimentale                                       | 2 S.M.82     |
| 6 giugno 1941                 | Regia Aeronautica - Reparto sperimentale                                       | 1 S.M.82     |
| 11 luglio 1941                | Regia Aeronautica                                                              | 1 S.M.82     |
| 13 luglio 1941                | Regia Aeronautica                                                              | 1 S.M.82     |
| 14 luglio 1941                | Regia Aeronautica                                                              | 1 S.M.82     |
| 1º aprile 1942                | Regia Aeronautica - 47ª Squadriglia                                            | 3 S.M.82     |
| Notte tra 28 e 29 giugno 1942 | Regia Aeronautica - 274ª Squadriglia Autonoma Bombardamento a Grande Raggio    | 5 P.108B     |
| 3 luglio 1942                 | Regia Aeronautica - 274ª Squadriglia Autonoma Bombardamento a Grande Raggio    | 1 P.108B     |
| 24 settembre 1942             | Regia Aeronautica - 274ª Squadriglia Autonoma Bombardamento a Grande Raggio    | 2 P.108B     |
| 20 ottobre 1942               | Regia Aeronautica - 274ª Squadriglia Autonoma Bombardamento a Grande Raggio    | 4 P.108B     |
| 21 ottobre 1942               | Regia Aeronautica - 274ª Squadriglia Autonoma Bombardamento a Grande Raggio    | 3 P.108B     |
| 19 luglio 1943                | Regia Aeronautica -132º Gruppo Autonomo Aerosiluranti                          | 10 S.M.79    |
| Notte tra 4 e 5 giugno 1944   | Aeronautica Nazionale Repubblicana - Gruppo Aerosiluranti "Buscaglia-Faggioni" | 10 S.M.79bis |
| 6 giugno 1944                 | Aeronautica Nazionale Repubblicana - Gruppo Aerosiluranti "Buscaglia-Faggioni" | 9 S.M.79bis  |

### L'operazione Felix

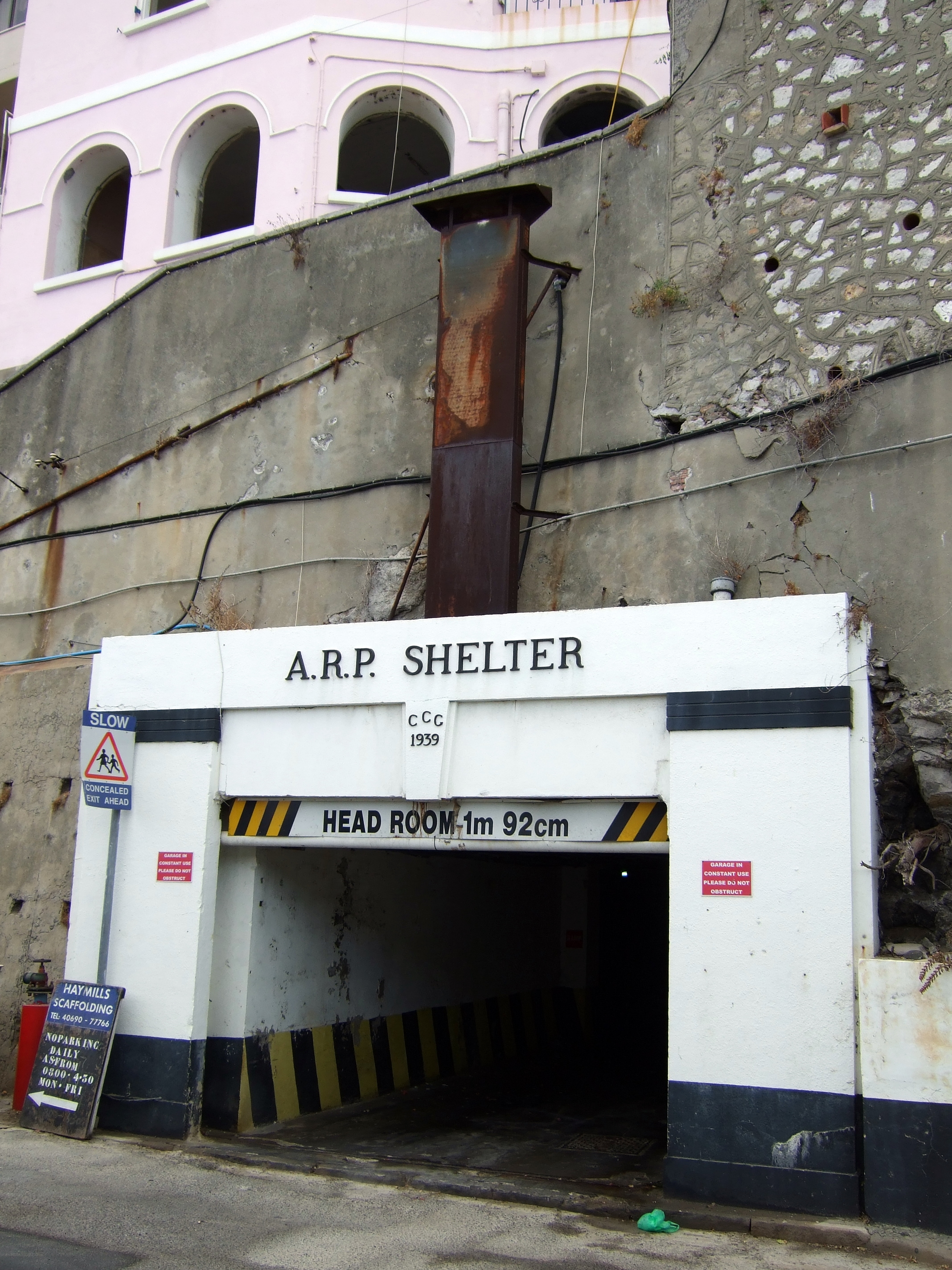
Rifugio antiaereo, ora adibito a parcheggio, nella Prince Edward's Road di Gibilterra

Gibilterra entrò dunque in guerra relativamente illesa, ma data la sua posizione strategica la Germania pensò ad un piano per invaderla. Il piano venne elaborato dai vertici militari nazisti con la partecipazione di Hitler, e consisteva nell'attaccare passando per la Spagna, con o senza permesso. Lo stretto sarebbe così stato definitivamente chiuso per gli Alleati che avrebbero necessariamente dovuto far circumnavigare l'Africa ai convogli provenienti dall'Asia, oltre a vedersi precluso l'accesso al Mediterraneo. Aerei si sarebbero alzati in volo dalle basi francesi e spagnole ma per evitare colpi di mano da parte degli uomini di Francisco Franco venne deciso che l'operazione sarebbe stata condotta unicamente da soldati tedeschi.
Prevista per l'estate o l'autunno 1940, l'operazione Felix venne posticipata all'inizio del 1941. Comandante delle operazioni avrebbe dovuto essere il generale Ludwig Kübler con il suo 49º Corpo d'armata da montagna comprensivo del reggimento di fanteria Großdeutschland, della 1ª divisione da montagna, 26 battaglioni di artiglieria, 3 battaglioni da ricognizione, tre battaglioni del genio militare, due battaglioni addetti alle cortine fumogene, 150 uomini delle truppe speciali Brandenburg e più di 150 mini-carri demolitori Goliath. La Luftwaffe avrebbe contribuito con bombardieri Ju 88 e Ju 87, caccia Bf 109 e quattro battaglioni della contraerea (FlaK). Compito della Kriegsmarine era invece quello di dispiegare U-Boot per scongiurare attacchi della marina britannica.
Il 10 marzo 1941 l'operazione venne rinominata "operazione Felix-Heinrich" ma, a causa dell'opposizione di Franco, tutti i piani vennero posticipati, modificati, e infine abbandonati.

### Le azioni della Xª MAS
La Xª Flottiglia MAS, la speciale unità di sommozzatori della Regia Marina, compì numerosi attacchi al porto di Gibilterra. Gli italiani usarono come base villa Carmela (di proprietà di un ufficiale italiano sposato con una spagnola di nome Conchita Ramognino) situata nella città portuale spagnola di Algeciras, a 3 km da Gibilterra. Ruolo centrale nelle operazioni ebbe il sommergibile Scirè, poi sostituito, nel luglio 1942, dal piroscafo Olterra.
| Data              | Dettagli |
| 24 settembre 1940 | Il sommergibile Scirè, guidato da Junio Valerio Borghese, lascia La Spezia caricando tre SLC e otto sommozzatori. La missione venne interrotta perché la squadra navale bersaglio dell'incursione era uscita dal porto        |
| 29 ottobre 1940   | Altra missione dello Scirè interrotta |
| 30 ottobre 1940   | Lo Scirè lascia La Spezia con tre SLC e otto sommozzatori. Gli SLC entrarono nel porto ma non danneggiarono nessuna nave. Due marinai italiani vennero catturati ma gli altri sei riuscirono a ritornare in Italia via Spagna |
| 25 maggio 1941    | Altra missione dello Scirè annullata |
| 10 settembre 1941 | Lo Sciré parte da La Spezia con tre SLC che riusciranno ad affondare due piroscafi e una petroliera. |
| 13 luglio 1942    | 12 sommozzatori nuotano da villa Carmela a Gibilterra riuscendo a danneggiare quattro navi da carico |
| 8 maggio 1943     | Tre SLC partiti dal piroscafo Olterra riescono a danneggiare gravemente tre piroscafi |
| 3 agosto 1943     | Tre SLC partiti dal piroscafo Olterra riescono ad affondare la petroliera Thorshov e due piroscafi |

### I sabotaggi spagnoli
Oltre alle azioni degli italiani anche alcuni sabotatori spagnoli ingaggiati dai servizi segreti tedeschi operarono a Gibilterra. Come loro capo venne messo il tenente colonnello Eleuterio Sánchez Rubio che a sua volta designò Emilio Plazas Tejera, membro della Falange spagnola, come capo dell'organizzazione.
Finanziati, addestrati ed equipaggiati dai tedeschi, i sabotatori spagnoli misero a segno, il 18 gennaio 1942, l'affondamento del peschereccio armato Erin e la distruzione del dragamine Honjo causando la morte di sei marinai britannici. Plazas era assistito dal comandante della squadra navale di San Roque, Manuel Romero Hume, che gli permise di tirare in secca una barca a remi. Nel settembre 1942 a Plazas, la cui attività era monitorata di segreto anche dagli inglesi, successe il suo vice Carlos Calvo.
Nel marzo 1943 vennero fatte affluire munizioni dagli agenti di Calvo ma gli inglesi, sempre più sospettosi nei confronti di alcuni sabotatori, vietarono a questi l'entrata a Gibilterra. Calvo assunse quindi uno spagnolo che lavorava a Gibilterra, José Martín Muñoz, che riuscì a far esplodere un deposito di carburante il 30 giugno 1943, anche se non riuscì a compiere altre missioni perché venne arrestato dai britannici in agosto e giustiziato, insieme al suo collega Luis López Cordón-Cuenca, l'11 gennaio 1944. Lo stesso Calvo venne arrestato dalla polizia spagnola, ma tornò in libertà nel dicembre 1943 e si rimise in contatto con i tedeschi a Madrid, dove stava il comandante delle operazioni di sabotaggio Wolfgang Blaum. Dopo il fallito attentato contro il generale spagnolo filo-Alleato José Enrique Varela comunque, le attività dell'Abwehr si ridussero col tempo fino a zero.

### L'operazione Tracer
L'operazione Tracer fu un'operazione segreta britannica di tipo "stay-behind" che avrebbe avuto seguito solo in caso di invasione nemica di Gibilterra. Sei uomini (due medici, tre addetti alle comunicazioni e un capo, tutti volontari) avrebbero dovuto vivere in una caverna osservando il tratto di mare attorno a Gibilterra da feritoie, riferendo all'ammiragliato tutti i movimenti delle navi ben consapevoli del fatto che non avrebbero potuto metter piede fuori dalla grotta.
Quando verso la fine del 1941 l'ipotesi di un'invasione parve fondata, l'idea di una serie di posti segreti d'osservazione (basati a Gibilterra, Malta e Aden) confluì nell'operazione Tracer. A Gibilterra i lavori iniziarono immediatamente sotto la direzione di Geoffrey Birley e del suo ingegnere Fordham che scelsero come futura casa dei volontari una sezione della punta meridionale della rocca, già oggetto di uno studio per costruirvi un tunnel antiaereo. Test delle attrezzature radio iniziarono nel gennaio 1942 sotto la supervisione del colonnello dell'MI6 Gambier-Parry. Come supervisore medico venne scelto un superstite della fallimentare avventura di Robert Falcon Scott al Polo sud, Murray Levick, che preparò psicologicamente e fisicamente i sei volontari per partecipare all'operazione, che iniziò nell'estate 1942 ma che non ebbe mai modo di rendersi utile dato che non ci furono invasioni.

### Il ruolo rivestito nella campagna del Nordafrica

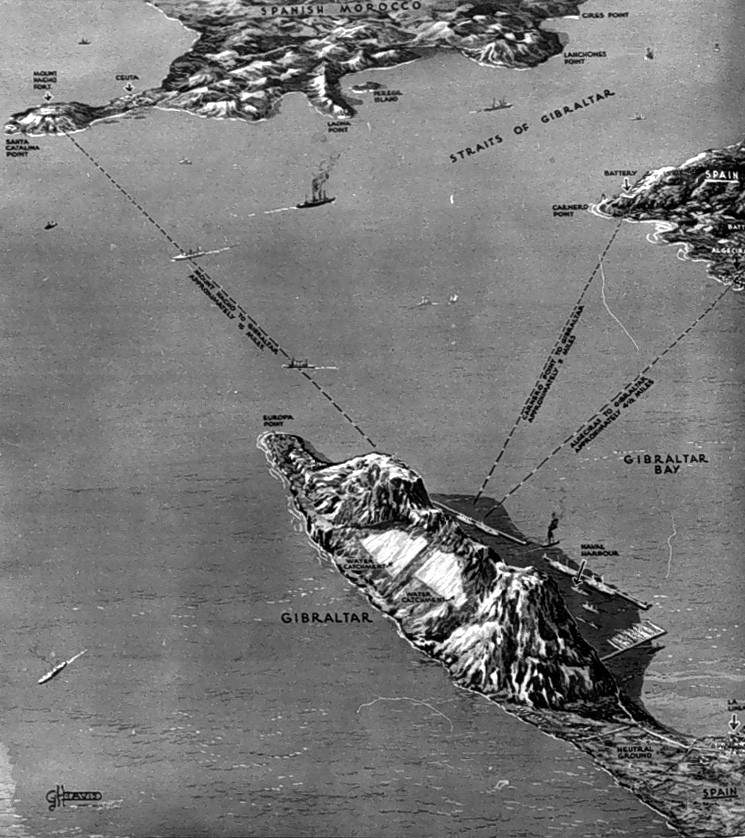
Lo stretto di Gibilterra

Messa a punto dal Primo ministro del Regno Unito Winston Churchill e dal Presidente degli Stati Uniti d'America Franklin Delano Roosevelt, l'operazione Torch prevedeva l'occupazione del Nordafrica francese (Marocco e Algeria) per prendere alle spalle le forze in ritirata dall'Egitto di Erwin Rommel e, una volta conquistata la Tunisia, procedere verso l'Italia.
Nel luglio 1942 Dwight D. Eisenhower venne designato comandante in capo dell'operazione Torch e Churchill gli offrì temporaneamente il comando militare di Gibilterra, dove lo statunitense installò il suo quartier generale (al The Convent, ma la sede operativa si trovava in un tunnel nel cuore della rocca) e dove giunse il 5 novembre 1942. Circa 100.000 soldati e tonnellate di rifornimenti affluirono a Gibilterra e più di 400 aerei vennero ammassati attorno all'aeroporto L'8 novembre 466 aerei si trasferirono nei campi d'aviazione in Nordafrica.

### La morte di Władysław Sikorski

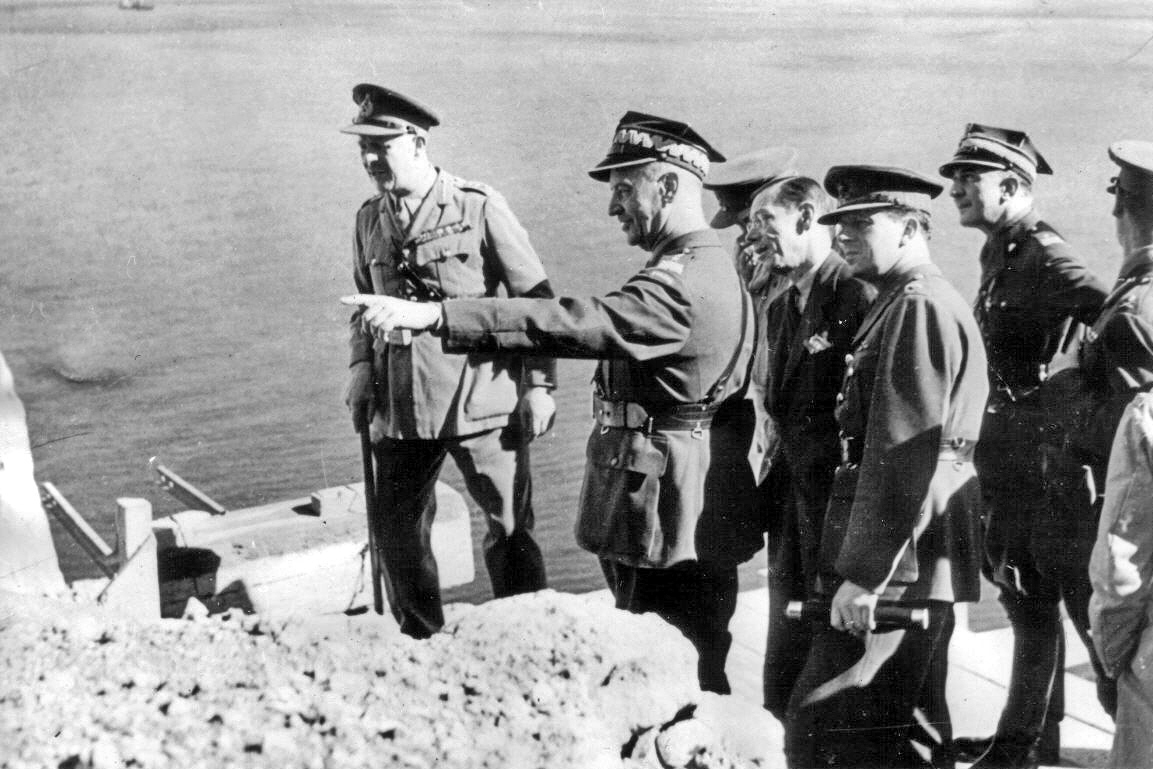
Sikorski in cima alla rocca di Gibilterra mentre osserva lo stato delle fortificazioni

Il 4 luglio 1943 un B-24 Liberator della RAF decollò da Gibilterra diretto verso l'Inghilterra. A bordo sedeva il generale Władysław Sikorski, Primo ministro del governo in esilio della Polonia a Londra e comandante in capo delle forze armate polacche, di ritorno da una visita alle sue truppe stanziate nel Medio Oriente.
L'aereo decollò normalmente dalla pista e manovrò per guadagnare velocità, quando all'improvviso precipitò schiantandosi nel porto. Il sessantaduenne Sikorski morì insieme ad altre 15 persone; l'unico sopravvissuto fu il pilota cecoslovacco Max Prchal, recuperato dalla RAF. Cinque corpi, incluso quello della figlia di Sikorski, non vennero mai recuperati.

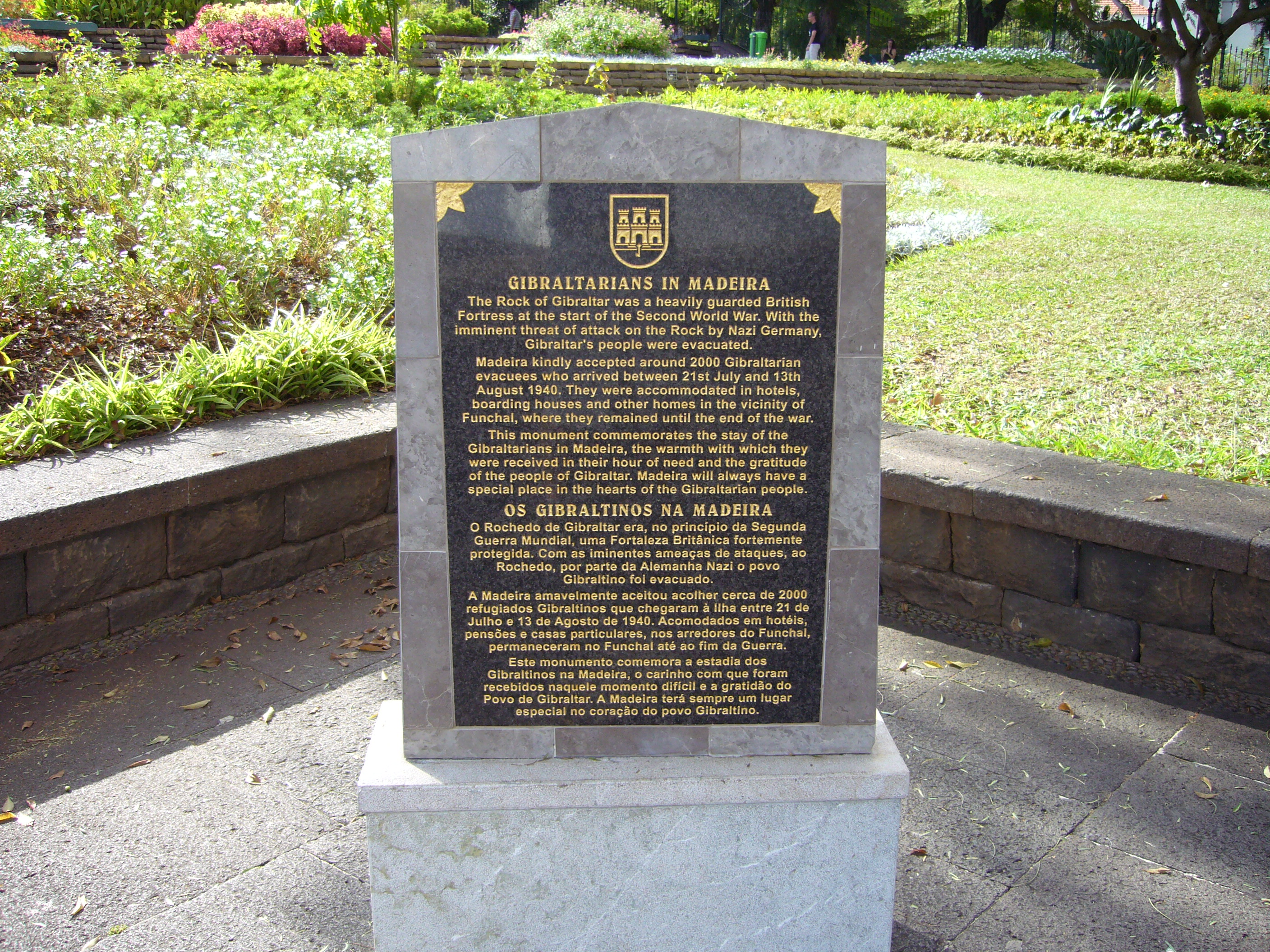
Stele a ricordo dei gibilterrini evacuati a Madera

Lo stesso anno della tragedia una commissione britannica indagò sull'accaduto ma non riuscì a stabilire le cause dell'incidente, confermando però che di incidente si trattava. Una teoria vuole che l'aereo non ricevette adeguata manutenzione ma il contesto politico in cui Sikorski morì, insieme ad altre curiose circostanze, portarono alla ribalta l'idea che la morte del generale polacco non fu un incidente ma frutto di una cospirazione sovietica, britannica o polacca.

### Le evacuazioni dei civili

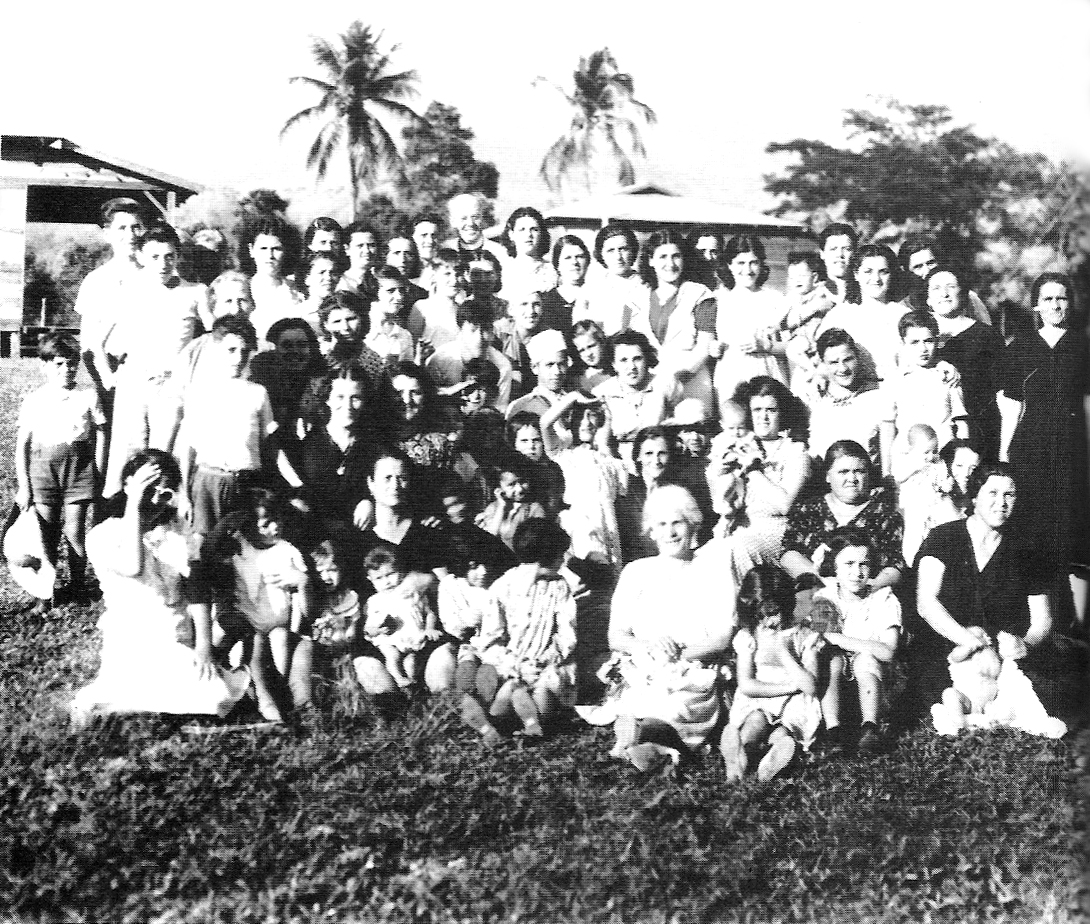
Un gruppo di gibilterrini in un campo di evacuazione in Giamaica

La seconda guerra mondiale cambiò radicalmente le abitudini di vita dei gibilterrini. L'evacuazione di non combattenti venne intrapresa per incrementare la forza della Rocca con personale militare e solo ai civili impiegati in lavori essenziali venne concesso il permesso di restare. Agli inizi del giugno 1940, circa 13.500 persone vennero evacuate via nave verso Casablanca nel Marocco francese, ma in seguito alla disfatta della Francia il nuovo governo di Vichy, filo-tedesco, decise che era meglio trasferire i cittadini britannici altrove. L'occasione si presentò quando 15 navi da carico britanniche attraccarono in Marocco per rimpatriare 15.000 soldati scampati a Dunkerque. Una volta scaricato il loro carico umano, le navi vennero internate fino a quando non accettarono di caricare i gibilterrini; nonostante il comandante Crichton non avesse il permesso di caricare gli evacuati, egli cambiò idea quando vide la massa di persone accorse al porto, così li accolse a bordo. Tuttavia, il governatore di Gibilterra si rifiutò di sostenere i nuovi arrivati, sostenendo che se fossero sbarcati non ci sarebbe più stata la possibilità di mandarli altrove. Londra sistemò la situazione ordinando lo sbarco e rievacuando tutti entro il 13 luglio.
Il politico del Partito Conservatore Oliver Stanley si mostrò accondiscendente all'idea di accogliere i gibilterrini nel Regno Unito, ma prima volle chiarire una volta per tutte il numero di persone da accogliere, perché il governatore di Gibilterra fornì ogni volta cifre diverse (prima 13.000, poi 14.000 e infine 16.000). e in ogni caso se ne sarebbero potuti accettare solo 13.000, mentre gli altri avrebbero dovuto essere reindirizzati nell'arcipelago portoghese di Madera. La gestione della cosa passò al titolare del dipartimento della Salute che piazzò gran parte dei "profughi" a Kensington.
Nel settembre 1940 prese piede l'idea di eseguire una nuova evacuazione, stavolta con destinazione Giamaica. Dopo animate discussioni la proposta venne approvata: così, il 9 ottobre, 1.093 persone partirono per l'isola delle Grandi Antille, seguiti in breve da altri loro compatrioti. Alla fine del 1940, dunque, circa 10.000 gibilterrini vivevano a Londra, 2.000 in Giamaica e un numero minore a Madera.

### La fine del conflitto
La resa dell'Italia nel settembre 1943 fece cadere ogni possibile obiezione al ritorno dei gibilterrini in Patria. A novembre venne istituito un apposito organo per il rimpatrio che arrivò a stilare un piano l'8 febbraio 1944. Il 6 aprile il primo gruppo di 1.367 evacuati ritornò a Gibilterra dal Regno Unito e il 28 maggio una nave partì da Madera, dove alla fine del 1944 rimanevano solo 520 gibilterrini.
Da Londra 500 sfollati vennero risistemati in Scozia e 3.000 in Irlanda del Nord, dove nel 1947 ne risiedevano ancora 2.000. Gli ultimi profughi rivedranno Gibilterra solo nel 1951.